# ميجان هايت
ميجان هايت (بالإنجليزية: Megan Hyatt)‏ هي متزلجة فنية أمريكية، ولدت في 28 يوليو 1990 في ليك فورست في الولايات المتحدة.

## وصلات خارجية
- ميجان هايت على موقع الاتحاد الدولي للتزلج (الإنجليزية)